# Richard W. Guenther
Richard William Guenther (Potsdam, 30 de noviembre de 1845-Oshkosh, 5 de abril de 1913) fue un político y farmacéutico alemán-estadounidense de origen prusiano.

## Biografía
Nacido en Potsdam, provincia de Brandeburgo, Guenther recibió una educación universitaria y se graduó en la Royal Pharmacy de Potsdam. Emigró a los Estados Unidos en 1866, instalándose en Nueva York. Se mudó a Oshkosh, Wisconsin en 1867 y se dedicó al negocio farmacéutico. Fue Tesorero del Estado de Wisconsin de 1878 a 1882 y fue elegido republicano a la Cámara de Representantes de los Estados Unidos en 1880, sirviendo de 1881 a 1889. Primero representó al 6.º distrito congresional de Wisconsin (4 de marzo de 1881 - 3 de marzo de 1887), sin embargo, redistribuyó y representó al 2º distrito congresional de Wisconsin para el 50.º Congreso de los Estados Unidos (4 de marzo de 1887 - 3 de marzo de 1889). En general representó a Wisconsin desde el 47.º al 50.º Congreso.
Guenther fue nombrado cónsul general en la Ciudad de México por el presidente Benjamin Harrison en 1890, sirviendo hasta 1893, en Frankfurt, Alemania por el presidente William McKinley en 1898, sirviendo hasta 1910, y en Ciudad del Cabo, Sudáfrica por el presidente William Howard Taft en 1910, sirviendo hasta su fallecimiento en Oshkosh, Wisconsin el 5 de abril de 1913. Fue enterrado en el cementerio de Riverside en Oshkosh.
La casa de Richard Guenther en Oshkosh está incluida en el Registro Nacional de Lugares Históricos de los Estados Unidos.